# Wake Up...It's Tomorrow
| Recensione   | Giudizio    |
| ------------ | ----------- |
| AllMusic     | [ 1 ]       |
| Sputnikmusic | 3.6 (Great) |

Wake Up...It's Tomorrow è il secondo album discografico del gruppo di rock psichedelico statunitense Strawberry Alarm Clock, pubblicato dall'etichetta discografica UNI Records nel giugno del 1968.
Due i brani presenti nell'album e pubblicati in formato singolo che si piazzarono nella classifica Billboard The Hot 100, Tomorrow (al numero 23) e Sit with the Guru (al numero 65).

## Tracce
Lato A
1. Nightmare of Percussion – 2:57 (George Bunnell, Randy Seol, Howard Davis)
2. Soft Skies, No Lies – 3:07 (Edward King, Lee Freeman)
3. Tomorrow – 2:14 (Mark Weitz, Edward King)
4. They Saw the Fat One Coming – 3:25 (Edward King, Lee Freeman)
5. Curse of the Witches – 6:46 (George Bunnell, Randy Seol)

Lato B
1. Sit with the Guru – 2:59 (Mark Weitz, Edward King, Roy Freeman)
2. Go Back (You're Going the Wrong Way) – 2:19 (Mark Weitz, Edward King, Lee Freeman)
3. Pretty Song from Psych-Out – 3:15 (Edward King, Lee Freeman)
4. Sitting on a Star – 2:55 (George Bunnell, Randy Seol, Steve Bartek)
5. Black Butter, Past – 2:23 (Edward King, Howard Davis, Lee Freeman)
6. Black Butter, Present – 2:10 (Edward King, Lee Freeman)
7. Black Butter, Future – 1:32 (Edward King, Howard Davis, Lee Freeman)

Edizione CD del 1997, pubblicato dalla Universal Records (MVCE-22008)
1. Nightmare of Percussion – 2:55 (George Bunnell, Randy Seol, Howard Davis)
2. Soft Skies, No Lies – 3:09 (Edward King, Lee Freeman)
3. Tomorrow – 2:14 (Mark Weitz, Edward King)
4. They Saw the Fat One Coming – 3:23 (Edward King, Lee Freeman)
5. Curse of the Witches – 6:46 (George Bunnell, Randy Seol)
6. Sit with the Guru – 3:00 (Mark Weitz, Edward King, Roy Freeman)
7. Go Back, You're Going the Wrong Way) – 2:20 (Mark Weitz, Edward King, Lee Freeman)
8. Pretty Song from Psych-Out – 3:16 (Edward King, Lee Freeman)
9. Sitting on a Star – 2:50 (George Bunnell, Randy Seol, Steve Bartek)
10. Black Butter, Past – 2:24 (Edward King, Howard Davis, Lee Freeman)
11. Black Butter, Present – 2:06 (Edward King, Lee Freeman)
12. Black Butter, Future – 1:27 (Edward King, Howard Davis, Lee Freeman)
13. Tomorrow – 2:13 (Mark Weitz, Edward King) – Bonus Track - Mono Single Mix
14. Sit with the Guru – 3:01 (Mark Weitz, Edward King, Roy Freeman) – Bonus Track - Mono Single Mix

## Formazione
- Mark Weitz - tastiere, voce
- Randy Seol - batteria, tastiere, percussioni, voce
- Randy Seol - voce solista (brani: A1, A3, A5, B1 e B4)
- Edward King - chitarre, voce
- Edward King - voce solista (brani: A2, A4 e B3)
- Lee Freeman - chitarre, sitar, voce
- Lee Freeman - voce solista (brani: A2, A4, B3, B5, B6 e B7)
- George Bunnell - basso, voce
- Strawberry Alarm Clock - accompagnamento vocale, cori (brani: A1, A2, A3, A4, A5, B1, B2, B3, B4, B5, B7)

Note aggiuntive
- Frank Slay e Bill Holmes - produttori
- Strawberry Alarm Clock - arrangiamenti
- Howard Davis - arrangiamenti (parti vocali)
- Registrato al Original Sound Studios di Hollywood, California[6]
- Paul Buff e Jack Hunt - ingegneri delle registrazioni
- Don Weller - liner assemblage
- Gene Brownell - fotografie[7]